# Wyciszenie genu
Wyciszenie genu – wyłączenie działania (ekspresji) genu bez jego usuwania z żywego organizmu, różnymi metodami inżynierii genetycznej. 
Wyciszanie polega na blokadzie transkrypcji lub translacji genu. Najbardziej popularną metodą jest użycie interferującego RNA. Wyciszanie genów stosuje się w badaniach naukowych, gdzie metody te pomagają ustalić, za co dany gen odpowiada. Są też próby użycia ich w terapiach genowych. Obecnie prowadzi się prace nad wyciszeniem genów różnych nowotworów.

## Metody wyciszania genów
- za pomocą rybozymów

### Interferencja RNA
Ważną rolę odgrywa w tej metodzie dwuniciowy RNA (dsRNA), który pocięty jest na krótkie odcinki, zwane siRNA (small interfering RNA). Odcinki te mają długość 20–25 nukleotydów i są komplementarne do określonych fragmentów mRNA. Dwuniciowy fragment RNA musi być dłuższy niż 200 nukleotydów. Następnie fragmenty RNA–siRNA, które w komórce zostały pocięte przez enzym Dicer, łączą się w kompleksy z komponentami białkowymi i tworzą kompleks wyciszający RISC. Kolejnym etapem jest połączenie nici siRNA z fragmentem mRNA; dzieje się to dzięki reakcjom między nukleotydami siRNA a mRNA. Dochodzi do degradacji mRNA i jego rozpadu, a tym samym wyciszenia genu. Zjawisko interferencji zostało odkryte niedawno, jednak jest powszechnie wykorzystywane.